# حسن بنی‌عامری
حسن بنی‌عامری (زاده ۱۳۴۶ شیراز) نویسندهٔ ایرانی است، که فعالیت خود را از سال ۱۳۷۴ آغاز کرد.
وی کار خود را با فعالیت در تئاتر در شیراز آغاز کرد.

## آثار

### رمان و داستان بلند
- ۱۳۷۴ - اینجا مجنون است به گوشم.
- ۱۳۷۶ - گنجشک‌ها بهشت را می‌فهمند.
- ۱۳۸۰ - بابای آهوی من باش.
- ۱۳۸۳ - نفس نکش بخند بگو سلام.
- ۱۳۸۴ - آهسته وحشی می شوم
- ۱۳۸۶ - فرشته‌ها بوی پرتقال می‌دهند.

### مجموعهٔ داستان
- ۱۳۷۹ - دلقک به دلقک نمی‌خندد.[۲]
- ۱۳۸۰ - لالایی لیلی.[۳]